# Hiccoda dosaroides
Hiccoda dosaroides is een vlinder uit de familie spinneruilen (Erebidae). De wetenschappelijke naam is voor het eerst geldig gepubliceerd in 1882 door Moore.
De soort komt voor in tropisch Afrika.